# Cladothela joannisi
Cladothela joannisi är en spindelart som först beskrevs av Schenkel 1963.  Cladothela joannisi ingår i släktet Cladothela och familjen plattbuksspindlar. Inga underarter finns listade i Catalogue of Life.